# 김홍도
김홍도(金弘道, 1745년 ~ 1806년 ?)는 조선 후기의 풍속 화가이다. 본관은 김해, 자는 사능(士能), 호는 단원(檀園)·단구(丹邱)·서호(西湖)·고면거사(高眠居士)·취화사(醉畵士)·첩취옹(輒醉翁)이다. 경기도 안산시 단원구는 그의 호 단원을 따온 이름이다. 정조 시대 때 문예부흥기의 대표적인 화가로 여겨진다. 그는 산수화, 풍속화에서 큰 비중을 차지하는 화가였지만 고자인물화 및 신선도, 화조화, 불화 등 모든 분야에서 독창적인 회화를 구축한 화가이기도 하다. 주로 어명·고관의 명, 양반의 청탁을 받아 그림을 그렸지만, 일반 서민들의 일상생활을 그린 풍속화가로 우리에게 주목받고 있다. 또한 그는 그림만 그린 것은 아니고, 시도 써서 아들 김양기가 출판한 《단원유묵》이라는 문집도 있다. 확실한 출생 등은 알려진 바가 없다.

## 생애

### 유년 시절

#### 출생과 가계
경기도 안산에서 아버지 김석무(金錫武)와 어머니 인동 장씨(仁同 張氏) 사이에서 태어났다. 김해 김씨 삼현파 17세손이며, 탁영 김일손(金馹孫)의 후손이다. 7대조부 김수원(金秀源)은 조선 선조 때 내금위장을, 6대조부 김흥상(金興祥)은 어모장군을, 5대조부 김득남(金得男)은 수문장을, 고조부 김중현(金重鉉)은 별제를, 증조부 김진창(金震昌)이 만호 벼슬을 지냈다. 대대로 하급무관을 지낸 중인 집안이었다. 할아버지 김수성(金壽星)은 벼슬을 하지 않았다. 외아들 김양기(金良驥)도 산수화와 화조도를 잘 그린 화가이다. 김홍도의 호로 가장 유명한 "단원"(檀園)은 명나라의 문인화가 단원 이유방(檀園 李琉芳, 1575~1629)의 호를 그대로 따온 것이다. "단로"(檀老)나 "단옹"(檀翁)이라는 호는 모두 "단원"을 응용한 노년 무렵의 호다. 그의 유년시절은 별로 알려진 것이 없다. 김홍도에 관한 문헌인 오세창의 편저인 《근역서화징》속에 들어있는 〈호산외사〉에도 가장 중요한 김홍도의 생부모와, 형제관계, 본처와 자녀관계에 대한 언급이 전혀 없으며, 강세황이 지은 《단원기》(檀園記)에만 김홍도가 젖니를 갈 나이 때부터 강세황의 집에 자주 드나들면서 화법(畵法)을 배웠다고 한다. 이렇게 김홍도의 유년시절이 베일에 가려진 것은 〈호산외사〉를 저술한 조희룡(趙熙龍)이 김홍도를 평소에 숭배한 나머지 상세한 사실은 의식적으로 기록하지 않은 것으로 추정된다.

#### 미술세계에 들어오다
한편 당시에는 화원세계는 무척 폐쇄적이었다. 그런데 김홍도의 가계로 보면 김홍도 집안에는 화원이나 사자관(寫字官) 출신이 없다. 따라서 많은 사람들이 그가 어떻게 강세황과 교제할 수 있었는지에 대해 의구심을 가진다. 그러나 《화사양가보록》(畵寫兩家譜錄)을 참고하면 김홍도의 부친인 김석무(金錫武)의 장인, 즉 김홍도의 외조부는 장필주(張弼周)이고, 그가 속하는 인동장씨(仁同張氏) 집안은 대대로 화원을 낸 화원사회의 명문거족이다. 따라서 김홍도는 외가에 드나들다 자신의 화재(畵才)가 돋보여 강세황을 비롯한 화원세계에 소개되었으리라.

#### 강세황의 만남
강세황은 시(詩), 서(書), 화(畵)에 능했으며 당시 최고의 감식안으로서 김홍도의 화업에 많은 도움과 영향을 주었다. 그리고 강세황은 정조의 신임을 두텁게 받아 김홍도가 정조의 어진(御瞋)을 제작하는 명예를 누리도록 해주었는데, 이것은 화원으로서 최고의 영광을 누린 것이라고 할 수 있다.  또한 강세황은 말년에 이르러 김홍도를 가리켜 "우리나라 금세(今世)의 신필(神筆)"이라고 극찬하고 화제(畵題)를 써주었던 것으로 미루어 보아 그들의 관계가 매우 밀접했을 것이라 학자들은 짐작하고 있다.

#### 강세황의 칭찬
강세황은 김홍도의 재능을 이렇게 칭찬하였다.
| “ | 단원은 어릴 적부터 그림을 공부하여 못 하는 것이 없었다. 인물, 산수, 신선, 불화, 꽃과 과일, 새와 벌레, 물고기와 게 등에 이르기까지 모두 묘품(妙品)에 해당되어 옛사람과 비교할지라도 그와 대항할 사람이 거의 없었다. 특히 신선과 화조를 잘하여 그것만 가지고도 한 세대를 울리며 후대에까지 전하기에 충분했다. 또 우리나라 인물과 풍속을 잘 그려내어 공부하는 선비, 시장에 가는 장사꾼, 나그네, 규방, 농부, 누에 치는 여자, 이중으로 된 가옥, 겹으로 난 문, 거친 산, 들의 나무 등에 이르기까지 그 형태를 꼭 닮게 그려서 모양이 틀리는 것이 없으니 옛적에는 이런 솜씨는 없었다. 그림 그리는 사람은 대체로 천과 종이에 그려진 것을 보고 배우고 익혀서 공력을 쌓아야 비로소 비슷하게 할 수 있는데, 단원은 독창적으로 스스로 알아내어 교묘하게 자연의 조화를 빼앗을 수 있는 데까지 이르렀으니, 이는 천부적인 소질이 보통 사람보다 훨씬 뛰어나지 않고서는 될 수 없는 일이다. | ” |
|   | — 강세황 |   |

### 전기 생애

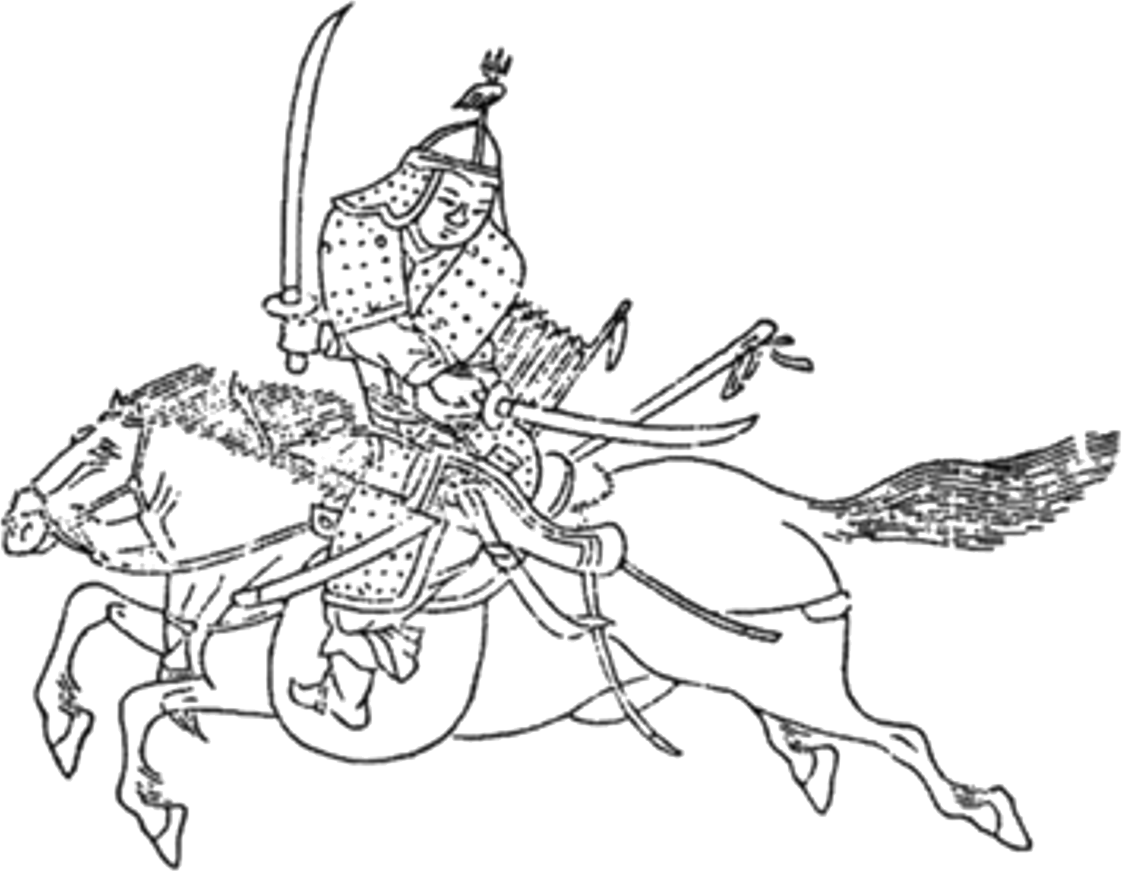
《무예도보통지》에 실린 삽화, 각 무예 과정마다 그림을 덧붙여 이해를 도우려 했다. 정조의 명으로 간행된 책의 그림이므로, 정조가 그림에 관한 일을 맡겼던 김홍도가 그렸을 가능성이 높다.

이처럼 강세황의 지도를 받으며 성장한 김홍도는 20대에서부터 이미 화명(畵名)이 높았을 것으로 짐작된다. 그것은 대략 1773년(영조 49년)경에 29세의 나이로 영조 어진 및 왕세손 이산의 초상화 제작에 동참화사로 참여하여 그렸다고 생각되는 것인데, 이것은 화원으로서의 재능이 여간 인정받지 않고서는 하기 어렵고 그만큼 명예로운 일이기 때문이다. 또한 《》를 보면 정조의 말씀으로 "김홍도는 그림에 교묘한 자로 그 이름은 안지 오래이다. 30년 전 초상을 그렸는데 이로부터 무릇 회사(繪事)에 속한 일은 모두 홍도로써 주장하게 하였다." 고 하였으니 일찍이 화단에 자신의 이름을 날렸음은 의심의 여지가 없다.
그는 영조의 어진을 그린 공으로 1773년 장원서(掌苑署) 별제(別提)로 임명되며, 30세 되던 해인 1774년에는 왕실 소유의 원포(園圃)와 채소재배를 관장하는 사포서(司圃署)에서 종6품의 관직인 별제(別提)로 임명받게 된다. 그리고 1776년에 왕세손이 영조를 이어 정조로 보위에 오르자, 정조에게 《규장각도》를 바쳤고, 1781년(정조 5년)에 어진화사(御眞畵師)로서 정조의 초상화를 그렸다. 이 공으로 김홍도는 와서(瓦署) 별제로 임명된다.
이 무렵 김홍도는 [신선도], [군선도], [선동취적], [생황을 부는 신선] 등의 신선도와 [서원아집도], [평생도] 등의 인물화, 그리고 [서당], [씨름], [타작], [우물가] 등의 풍속화를 많이 그렸다.

### 정조와 김홍도
김홍도는 영조 말년에 세손(정조)의 초상화를 제작한 것을 계기로, 자신의 재능을 알아본 정조로부터 많은 배려와 관심을 받은 것으로 보인다. 김홍도와 정조와의 관계는 조희룡의 《호산외사》 속에 "정조 때에는 화원의 공봉(供奉)으로 관내에서 그림을 그려 올릴 때마다 매번 칭찬을 받고 곧 왕지(王旨)에 맞았다." 또는 "임금께서 금강산 사군(四郡)의 산수를 김홍도에게 그리라고 명하고 관용으로 조석(朝夕)을 받들게 하니, 이는 이수(異數)의 대접이었다."라는 기록을 통해 짐작해 볼 수 있다. 또한 정조는 자신의 문집인 《홍재전서》에서 김홍도에 대해 다음과 같이 적었다. 
| “ | 김홍도는 그림에 솜씨 있는 자로서 그 이름을 안 지가 오래다. 삼십 년쯤 전에 나의 초상을 그렸는데, 이로부터 무릇 그림에 관한 일은 모두 홍도를 시켜 주관케 하였다. | ” |
|   | — 정조의 어제문집, 《홍재전서》, 〈삼가 주자 선생의 시에 화운함〉, 시의 말미에 첨부된 협주(夾註)                                                               |   |

### 후기 생애

#### 충청도 연풍의 현감으로 임명
김홍도의 후기 작품의 시작을 상징적으로 보여주는 것이 40세 되던 해인 1784년에 그린 《단원도》이며 이 때부터 "단원"이라는 관서를 사용하기 시작했다. 중인인 김홍도가 명나라의 문인화가 이유방의 호를 자신의 호로 삼은 것은 후기의 그의 새로운 심적상태를 반영한 것이다. 40세가 되던 해인 1784년에는 경상도 안동의 안기역(安奇驛) 찰방(察訪)이 되어 2년 5개월 간 근무하였다. 1790년에는 정조가 할아버지 영조와의 정치적인 대립으로 죽은 사도세자를 위해서 지은 사찰인 용주사 대웅전에 운연법으로 입체감을 살린 삼세여래후불탱화를 그렸다. 48세가 되던 해인 1791년에는 충청도 연풍의 현감으로 임명되었다. 충청도 연풍에서 현감으로 일한 경험은 김홍도가 민중들의 삶을 중국의 영향을 받는 대신 자신만의 개성으로 그려내는 중요한 기회가 되었다. 1796년에는 용주사 부모은중경의 삽화, 1797년에는 정부에서 찍은 오륜행실도의 삽화를 그렸다.
김홍도가 51세의 나이가 되던 1795년에  “남의 중매나 일삼으면서 백성을 학대했다.”는 충청 위유사 홍대협의 보고로 만 3년만에 파직됐다. 연풍 현감에서 해임되어 한양으로 올라온 김홍도는 다시 화원으로 활동하였다. 그리고 그 후에 김홍도는 50대의 나이로 관직 생활 이후에 자신의 독특한 화풍을 정립해가며 활발한 작품 활동을 벌이게 된다. 이 시기 그는 도화서의 공적인 일 이외에 사적인 주문에 의한 작품도 활발하게 하였고, 부드럽고 서정적인 필치로 그린 그의 작품은 인간적으로나 화가로서나 원숙한 모습을 보여준다.
이렇듯 많은 그림을 그렸고 당대 최고의 화가로 이름이 높았지만, 그의 삶은 어려웠고, 건강이 좋지 않았다. 지필묵이 부족했을 정도로 가난했던 적도 있지만, 생활에 크게 구애받는 성격은 아니었다. 조희룡의 《호산외사》는 이런 김홍도의 모습을 잘 전해주는 유명한 일화를 소개하고 있다.
| “ | 집이 가난하여 더러는 끼니를 잇지 못하였다. 하루는 어떤 사람이 매화 한 그루를 파는데 아주 기이한 것이었다. 돈이 없어 그것을 살 수 없었는데 때마침 돈 3천을 보내주는 자가 있었다. 그림을 요구하는 돈이었다. 이에 그중에서 2천을 떼내어 매화를 사고, 8백으로 술 두어 말을 사다가는 동인들을 모아 매화음(梅花飮)을 마련하고, 나머지 2백으로 쌀과 땔나무를 사니 하루의 계책도 못 되었다. | ” |
|   | — 조희룡, 《호산외사》 |   |

### 노년
1800년 정조가 갑작스럽게 승하한데다가 정확한 시기를 알 수는 없지만 그와 교류하던 후원자인 김한태도 별세하여 그는 후원자를 모두 잃고 생활이 어려워졌다.
김홍도가 정확히 몇 년에 사망을 했는지는 전해지지 않는다. 1805년 12월에 쓴 편지만 전해지고 이후 행적과 작품이 일절 전하지 않아 예순한두 살이던 1805년이나 1806년도로 추측될 뿐이다. 그의 아들 김양기도 아버지를 이어 화원이 되었다.

## 김홍도의 교류
김홍도는 매우 폭넓은 사람들과 다양한 교류를 했다. 이를 통해 그림을 그리는 것 외에도 문학, 철학, 음악 등 다방면의 소양을 닦아 화가로서의 성장에 큰 도움을 받았다. 김홍도가 교류한 인물들의 가장 큰 특징은 남인과 중서출신 문사들과의 교류가 많았다는 점이다.
그는 남인들 중 스승이 되어준 강세황과, 문단의 지도자 이용휴, 정범조(丁範祖:1723~1801), 정란(鄭瀾:1725~1791) 등과 많은 교류를 했는데, 이들은 전기 김홍도의 성장에 결정적인 기여를 하였다. 중서인으로는 홍신유(洪愼猷, 1724~?)와 같은 위항 시인들과 연암 박지원 같은 북학파 문인들이 있다. 남인들이나 위항 시인, 그리고 북학파의 사실적 문학이론은 당대의 시대적 풍조를 형성한 동시에 김홍도의 풍속화나 진경산수에 큰 영향을 주었던 것으로 학자들은 추측하고 있다.
- 배경은 은은한 먹으로 강조하였다.
- 조금 짙은 먹으로 그린 뒤, 거기에다 나무와 바위 등을 실감나게 표현하기 위해 가볍게 점을 찍었다.
- 수묵채색화

무동(舞童, 춤추는 아이), 서당, 나룻배, 씨름 등을 수록한 풍속화첩을 발표하여 민중의 삶을 다룬 작품 활동을 하였다.

## 회화적 성과와 영향
그는 김응환에게 사사했으나 강렬한 개성으로 독특한 경지를 개척하여 한국적인 풍토 감각을 잘 표현했다. 풍화에서는 해와 풍차를 조화하여 서민적인 풍취도 그렸고, 채색의 농담(濃淡)으로 형체의 원근·고저를 표현하기도 했다. 당시 화단에 고착된 중국 그림 양식을 탈피하여 대담하게 남화 양식을 시도해서 신선한 조형미를 완성했다.

## 작품
작품으로 《군선도병풍》, 《풍속화첩》, 《투견도》, 《소림명월도》 등이 있다.

### 군선도

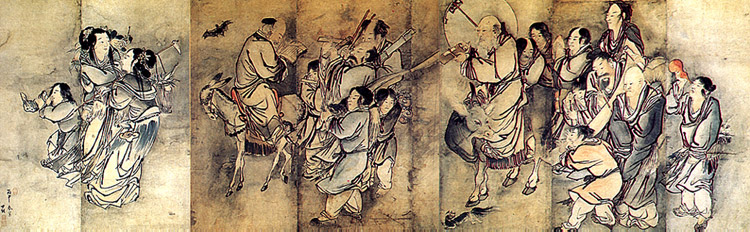
김홍도 <군선도> (1776년), 국보 제139호, 호암미술관 소장, 서른두 살 때 그린 병풍 그림, 신선이 신선동자를 데리고 서왕모의 생신잔치에 가는 모습을 그렸다.

### 풍속화
김홍도의 작품 중 가장 널리 알려진 풍속화는 거의 대부분 그가 30대에 그린 것이다. 그의 풍속화는 그가 34세인 1778년 그린 8폭의 〈행려풍속도〉 병풍과 30대 중후반에 그린 25점의 〈풍속화첩〉(모두 국립중앙박물관 소장)으로 전해지고 있다. 〈행려풍속도〉는 김홍도가 풍속화에 눈뜨고 관심을 가지게 된 초기 작품이라 할 수 있다. 〈행려풍속도〉병풍은 강세황이 각 폭마다 그림을 설명한 평을 써넣었고, 비단 위에 연한 담채와 수묵으로 섬세하게 농어촌의 모습을 묘사하고 있다. 〈행려풍속도〉는 필력과 화면의 짜임새가 미숙한 대로 흑립을 쓴 선비와 관료, 머슴과 농어부들의 생활상 등 일상 속에서 흔한 소재로 현장감 있는 배경처리와 함께 회화적으로 이끌어내려한 김홍도의 의욕이 배어있다.
〈행려풍속도〉보다 더 완성된 형태의 인물 소묘력이 보이는 작품으로 〈풍속화첩〉이 있다. 한 폭의 크기는 27.0X22.7cm이고 전체 25점으로 꾸며진 이 화첩은 정확한 연대가 알려지지 않았지만 인물들의 묘사기법과 필치로 볼 때 30대 후반 작품으로 학자들은 추정하고 있다. 〈풍속화첩〉는 배경을 생략하고 소묘풍에 약간의 담채를 가해 종이에 그린 것으로 본격적인 풍속 그림이라기 보다는 일종의 풍속화 스케치북 형태이다.

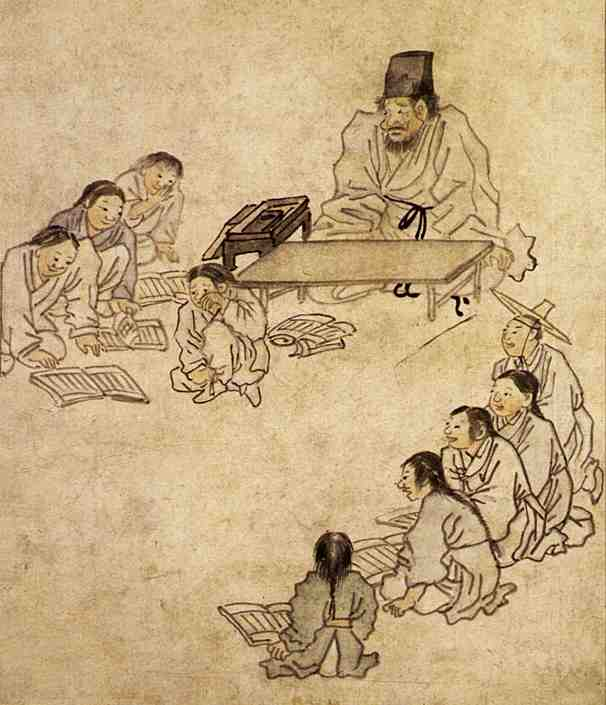
서당(書堂), 단원풍속도첩(檀園風俗畵帖)에서 종이에담채, 27 cm x 22.7 cm, 국립 중앙박물관 소장
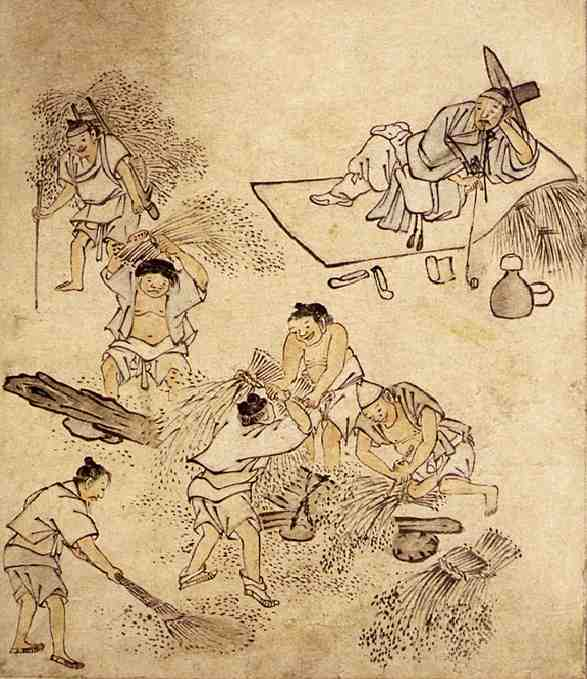
타작
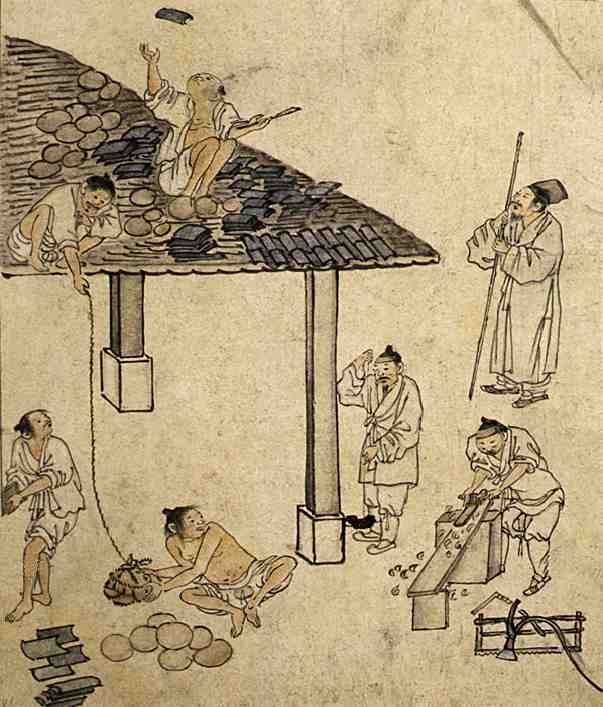
기와 이기
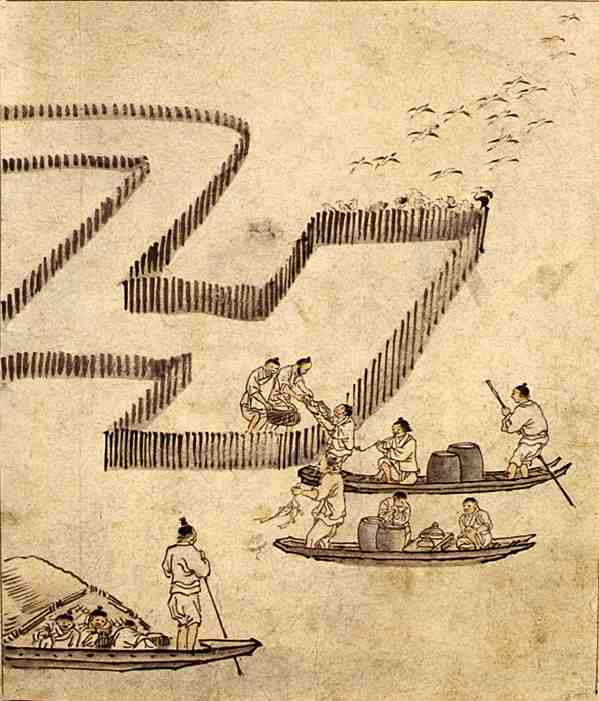
어장
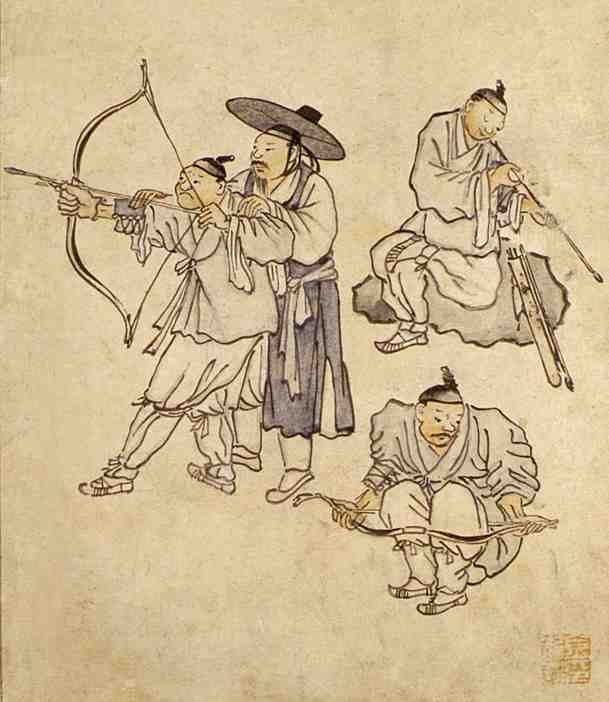
활쏘기(射弓), 단원풍속도첩(檀園風俗畵帖)에서 종이에담채, 27 cm x 22.7 cm, 국립 중앙박물관 소장
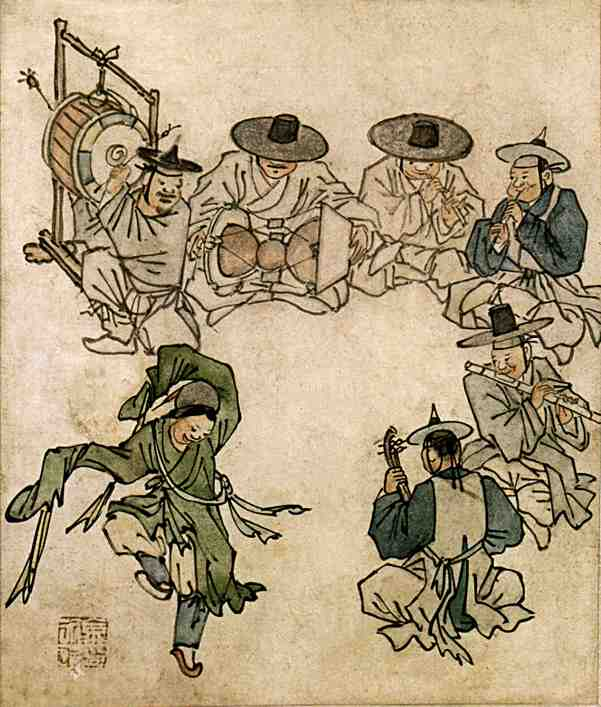
무동
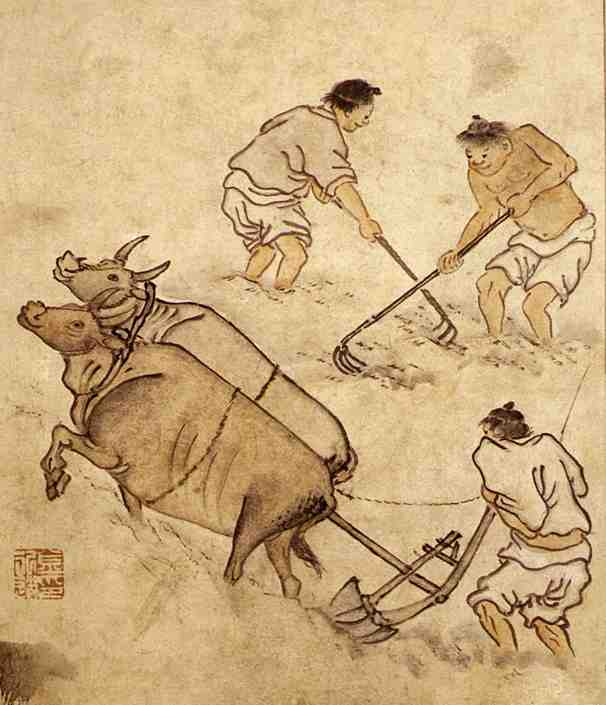
논갈이
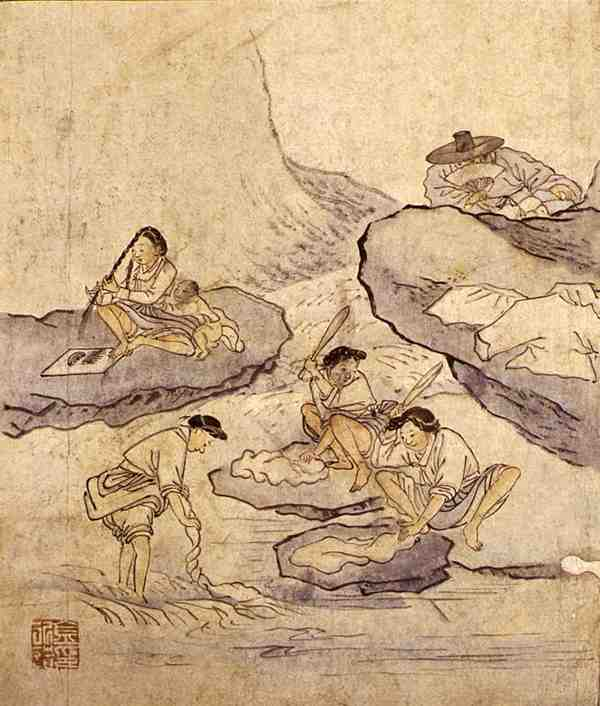
빨래터 위쪽 옆에 몰래 숨어서 지켜보는 사내가 있다.
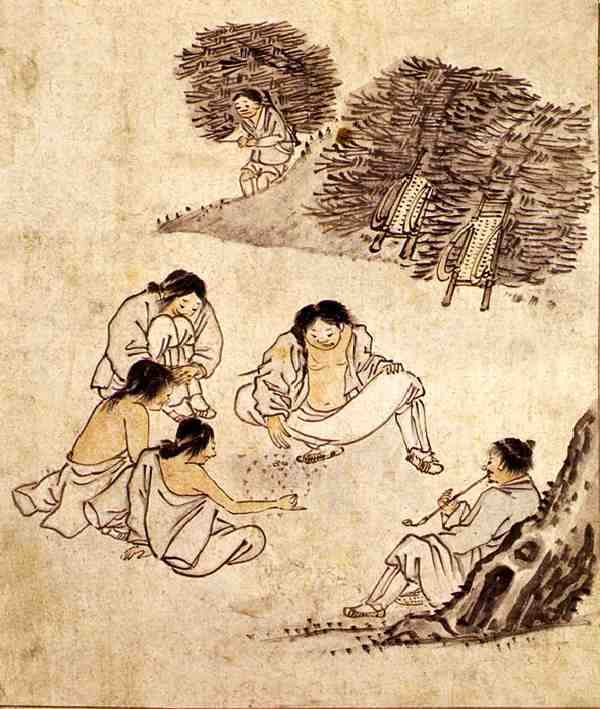
고누놀이, 단원풍속도첩(檀園風俗畵帖)에서 종이에담채, 27 cm x 22.7 cm, 국립 중앙박물관 소장
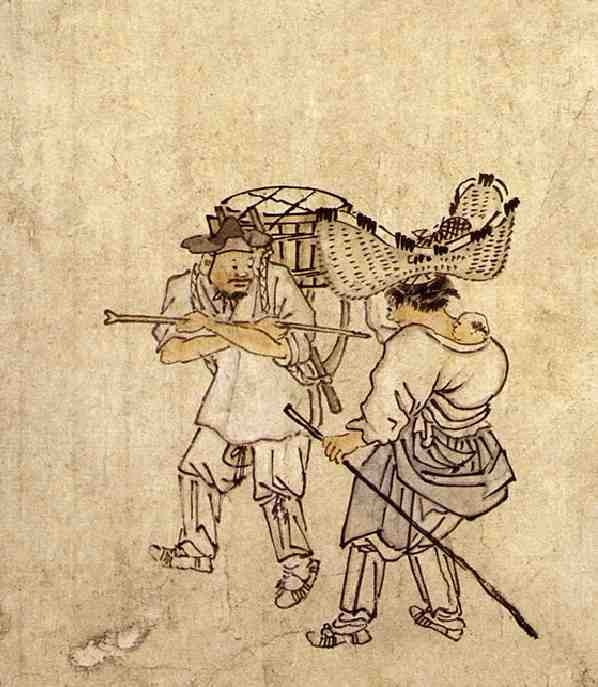
행상
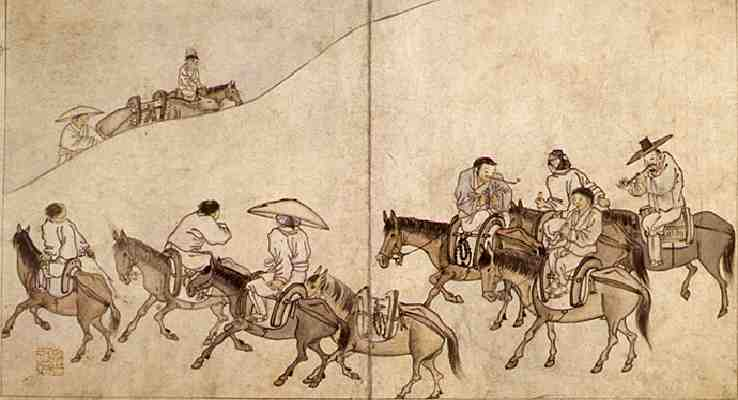
장터길
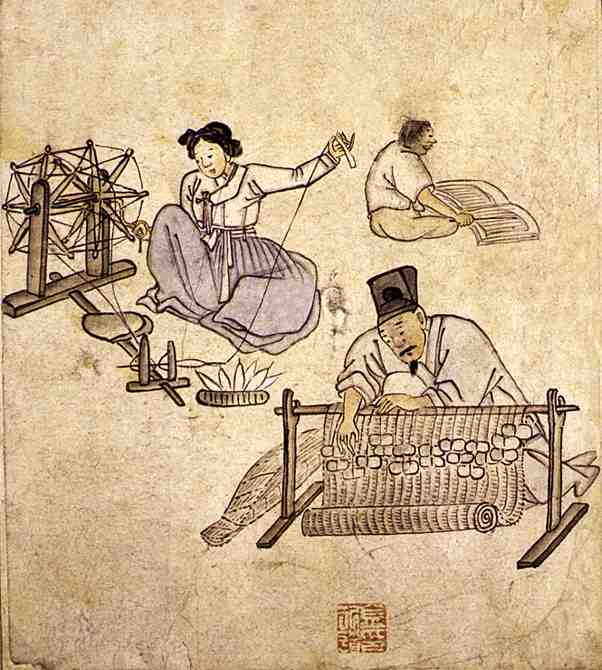
자리짜기
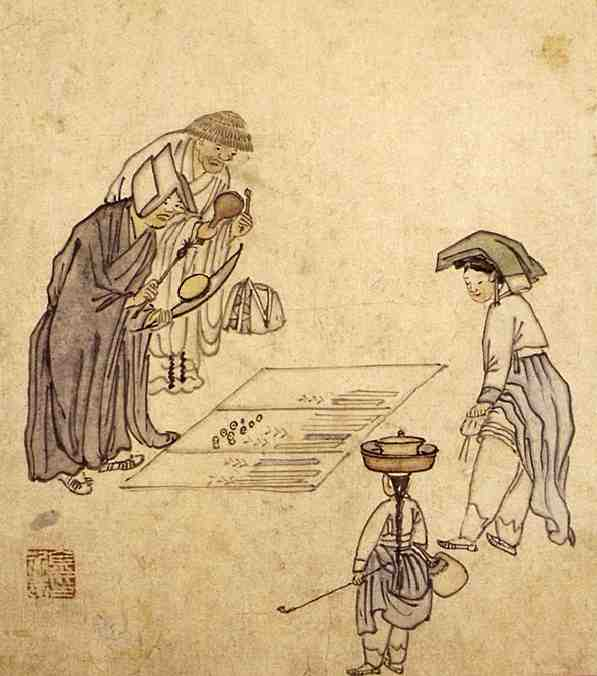
점괘
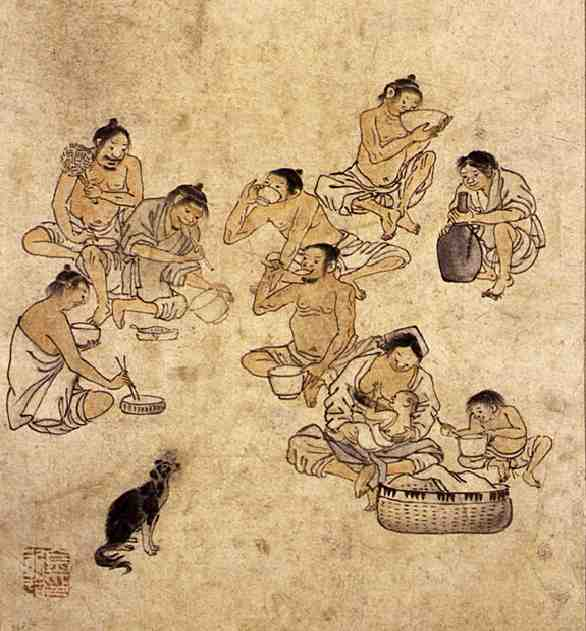
점심
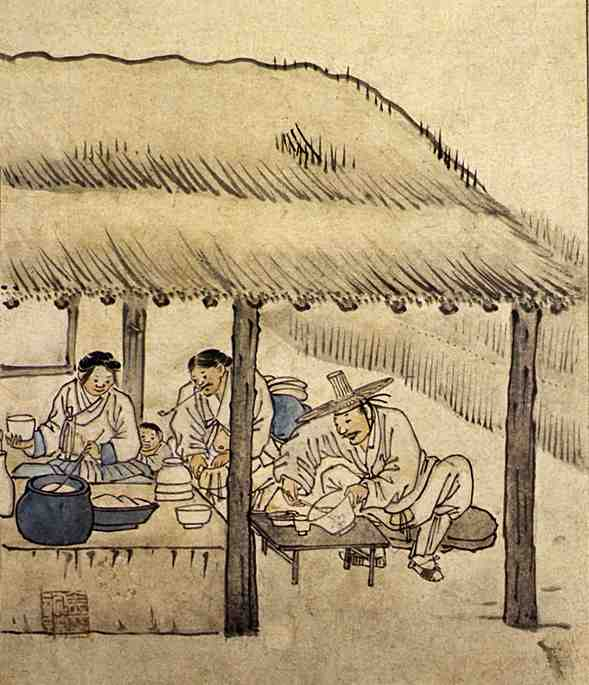
주막
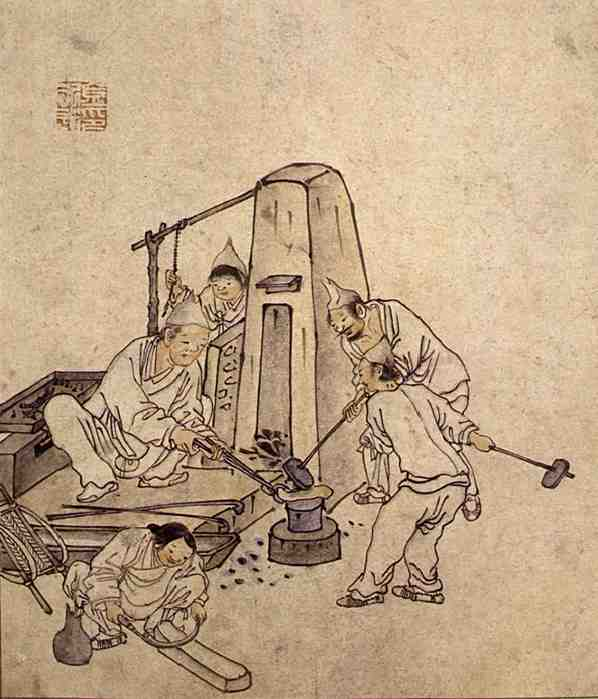
대장간
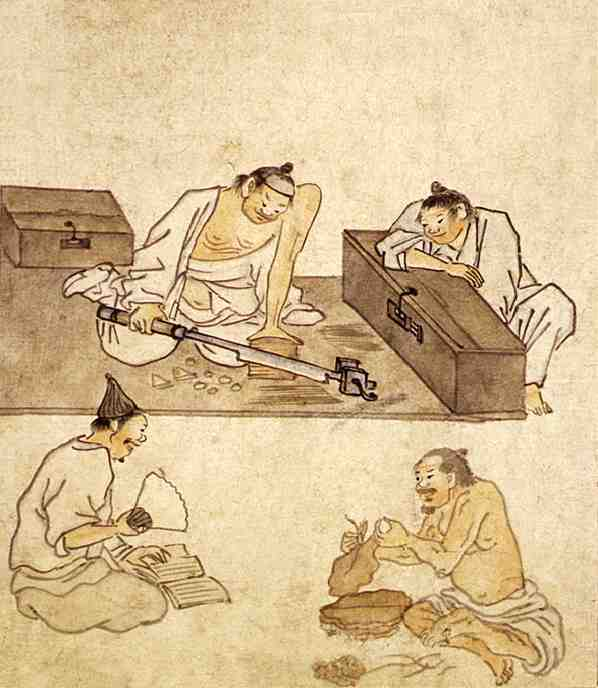
담배 썰기 담배잎을 썰고 있는 모습
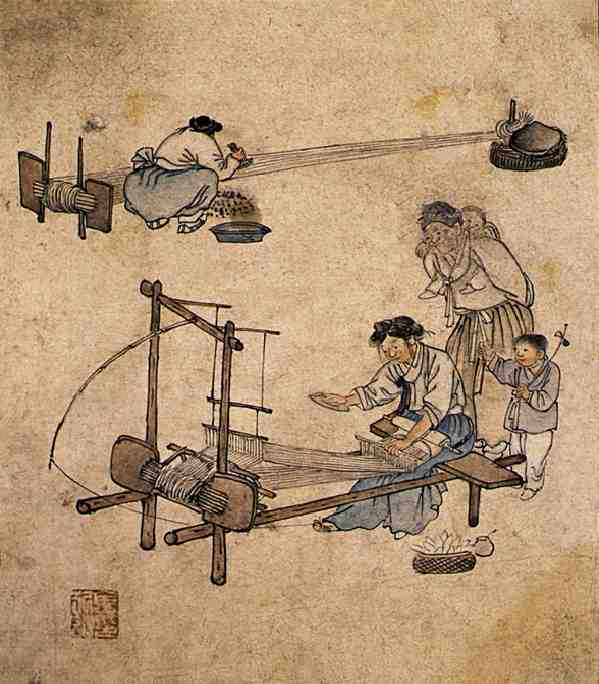
길쌈
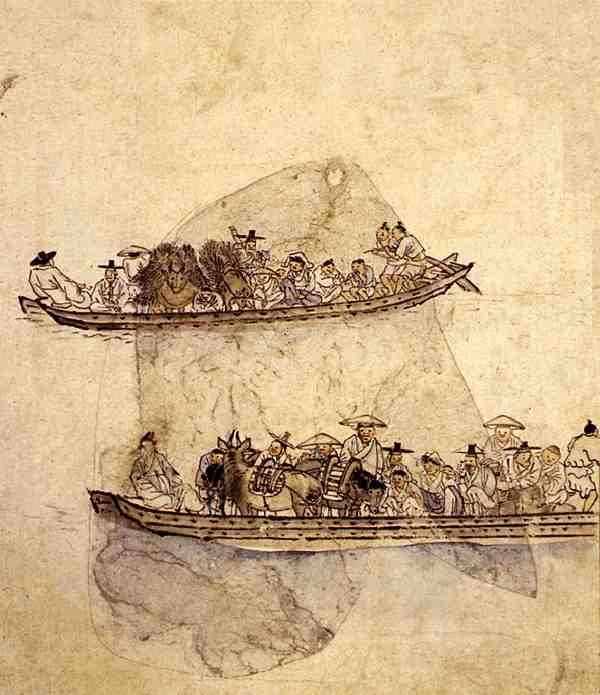
나룻배
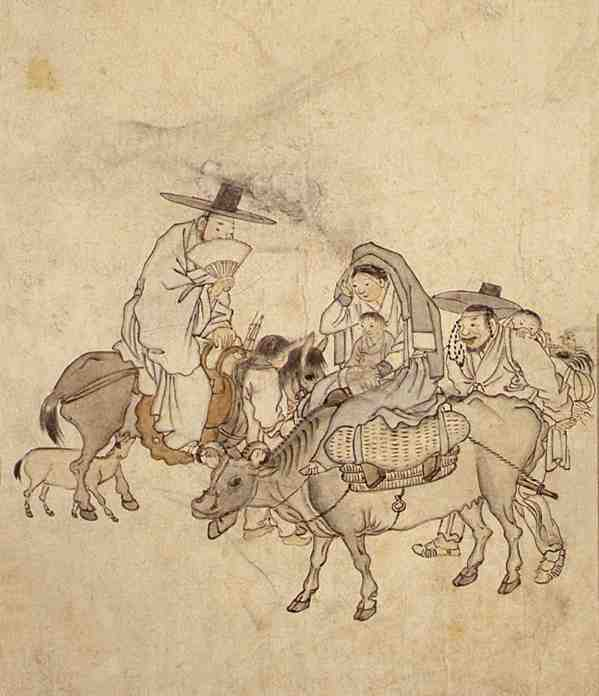
노상파안(路上破顔)

## 김홍도가 등장한 작품

### 텔레비전
- 2008년 SBS 《바람의 화원》 - 박신양
- 2011년 SBS 《무사 백동수》 - 김다현

### 영화
- 2008년 《미인도》- 김영호

## 가족 관계
- 증조부: 김진창(金震昌, 1662년 ~ 1722년)
- 증조모: 전주 이씨(全州 李氏) - 이진성(李震馨)의 딸
  - 큰할아버지: 김수견(金壽堅)
  - 할아버지: 김수성(金壽星, 1686년 ~ 1750년)
  - 할머니: 밀양 박씨(密陽 朴氏) - 박등(朴登)의 딸
    - 백부: 김석추(金錫秋)
      - 사촌: 이경설(李景說)에게 출가

    - 아버지: 김석무(金錫武, 1711년 ~ 1780년)
    - 어머니: 인동 장씨(仁同 張氏) - 장필주(張弼周)의 딸
      - 아들:  김양기(金良驥, 1763년 ~ 1833년)

## 같이 보기
- 김홍도필 산수인물도 - 부산광역시의 유형문화재 제109호 (2012년 5월 17일 지정)
- 마성린
- 연풍연가

## 참고 문헌
- 서민지, 《단원 김홍도에 관한 연구 : 풍속화첩을 중심으로》, 대구 : 계명대 교육대학원, 2004. 08
- 김일선, 《단원 김홍도의 풍속화 연구 : 풍속화첩을 중심으로》, 대구 : 계명대 교육대학원, 2006. 12.
- 전은림, 《단원 김홍도의 풍속화 연구》, 동국대학교 교육대학원, 2003